# جانجان
جانجان (به ترکی آذربایجانی: Dzhandzhan) یک منطقهٔ مسکونی در جمهوری آذربایجان است که در شهرستان زردآب واقع شده‌است.